# Trippe

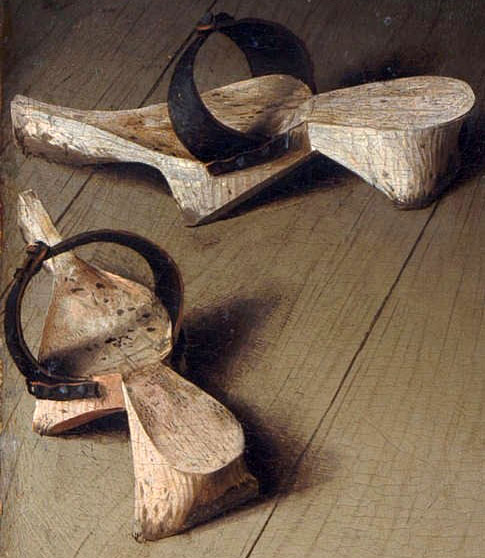
Trippen (Detail des Gemäldes Arnolfini-Hochzeit von Jan van Eyck, 1434)

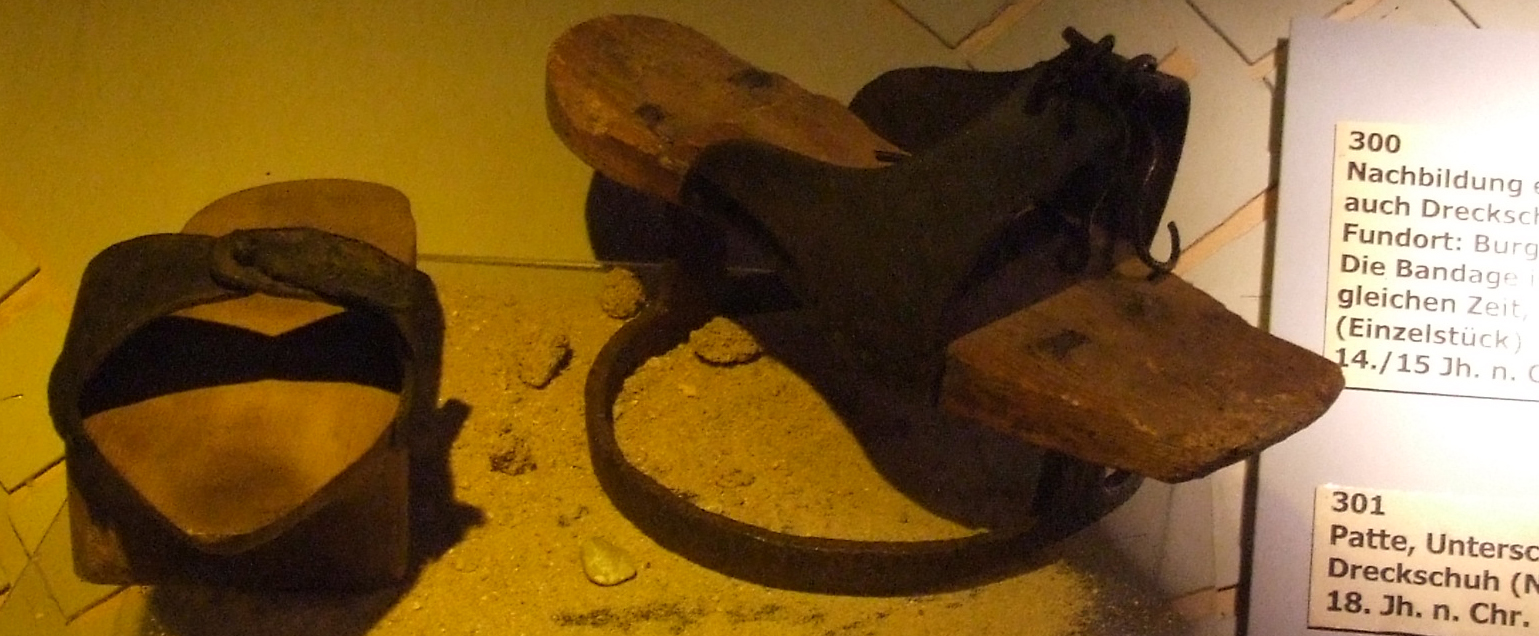
Unterschuhe für schmutzige Straßen: links eine Trippe (14./15. Jahrhundert), rechts eine Patte (18. Jahrhundert, Niederlande). Quelle: Deutsches Schuhmuseum Hauenstein

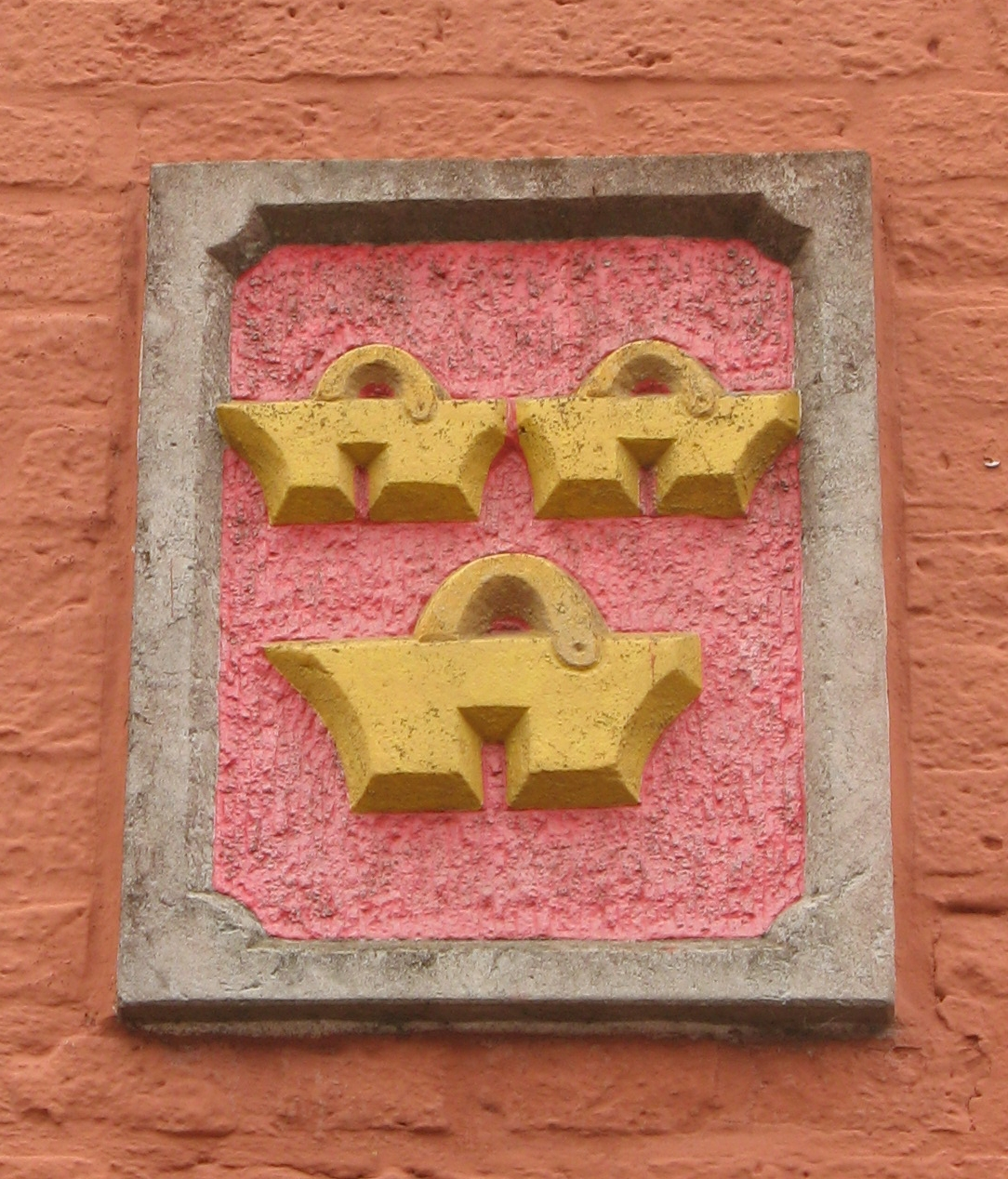
Trippen auf einer Hausmarke in Friedrichstadt

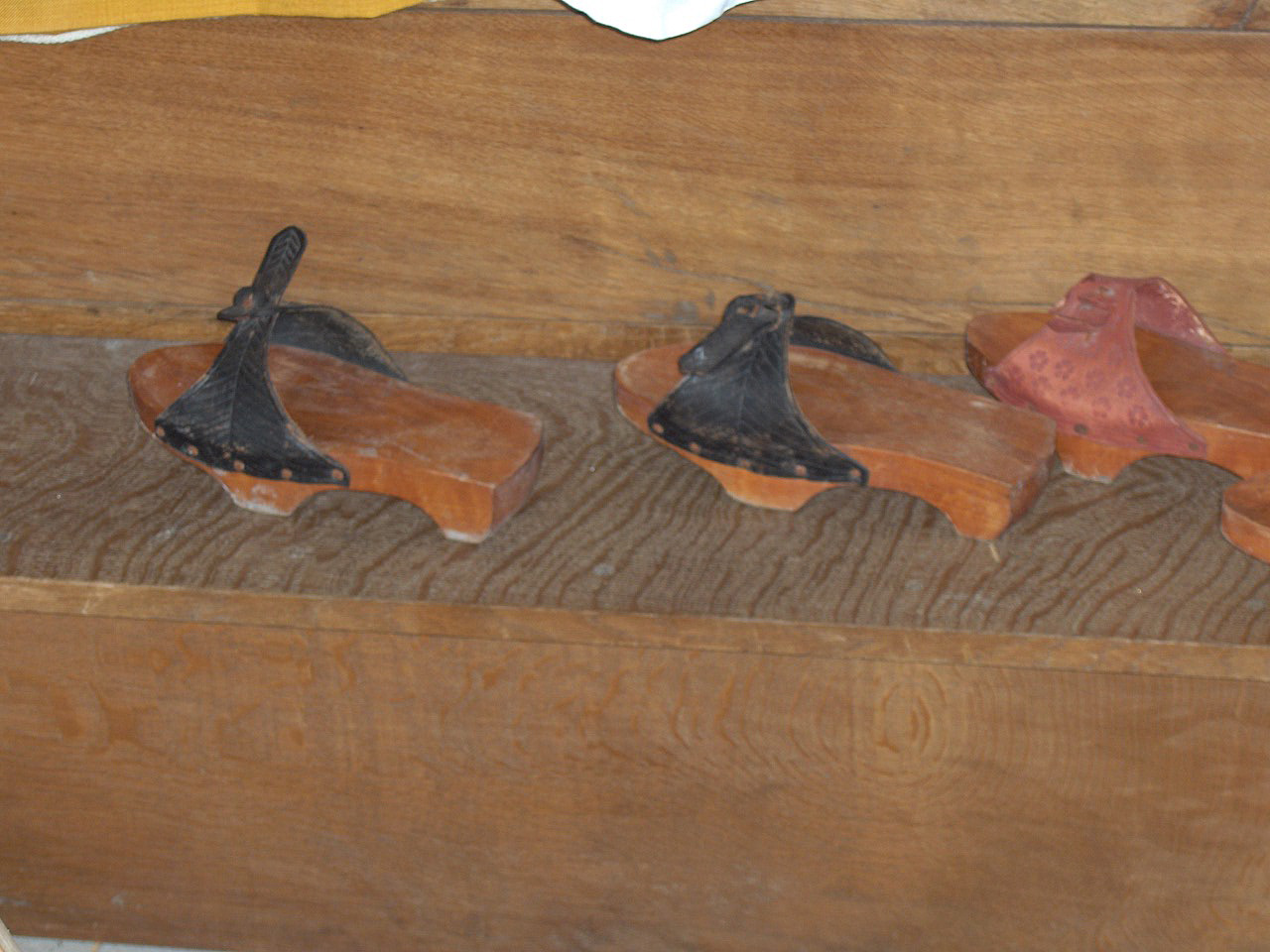
Hölzerne Patten, ca. 1465

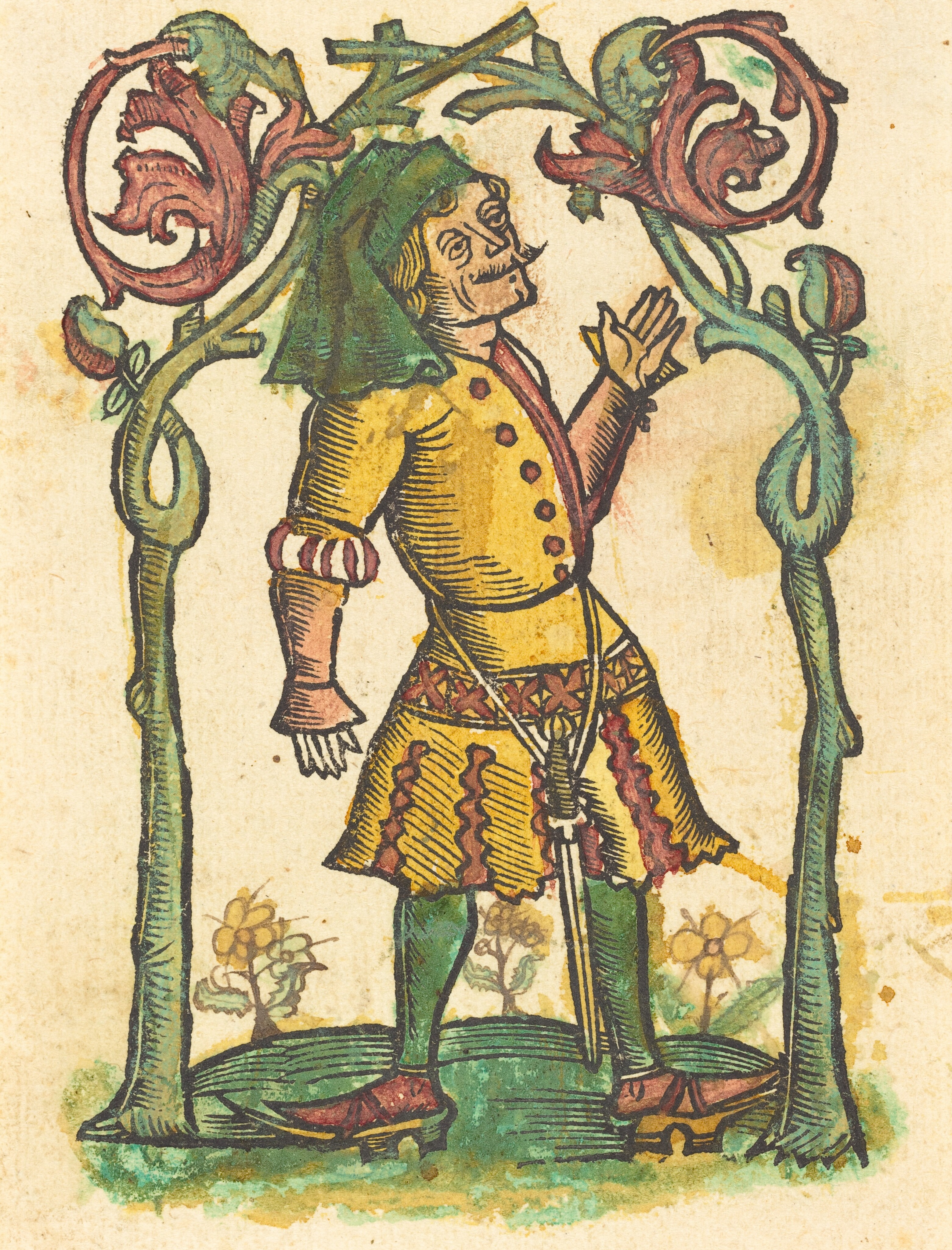
Dracole Wajda auf Trippen um 1500

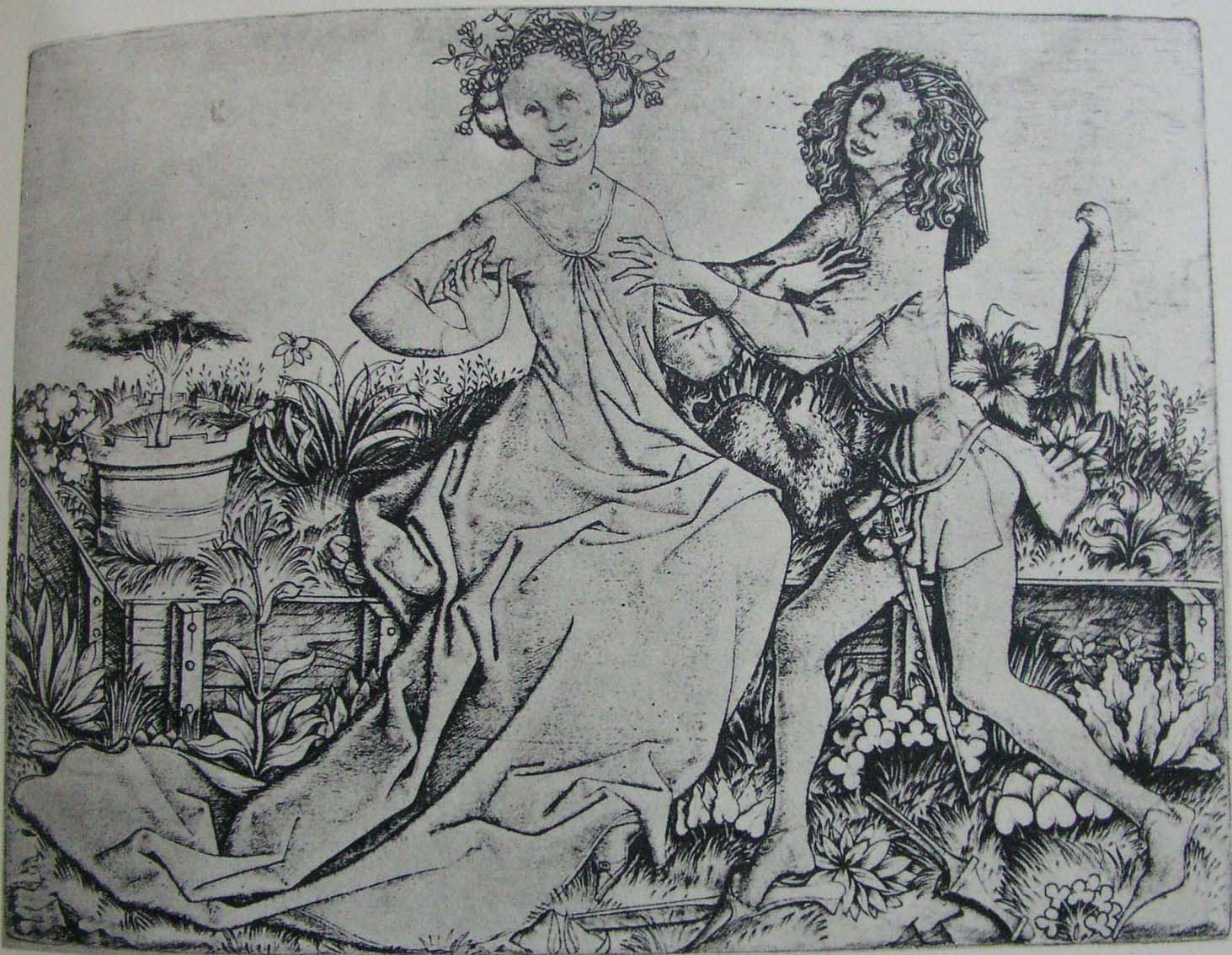
Auf dem Bild Liebespaar auf der Gartenbank (1460/1465) des Meisters E. S. trägt der Liebende am rechten Fuß eine Patte

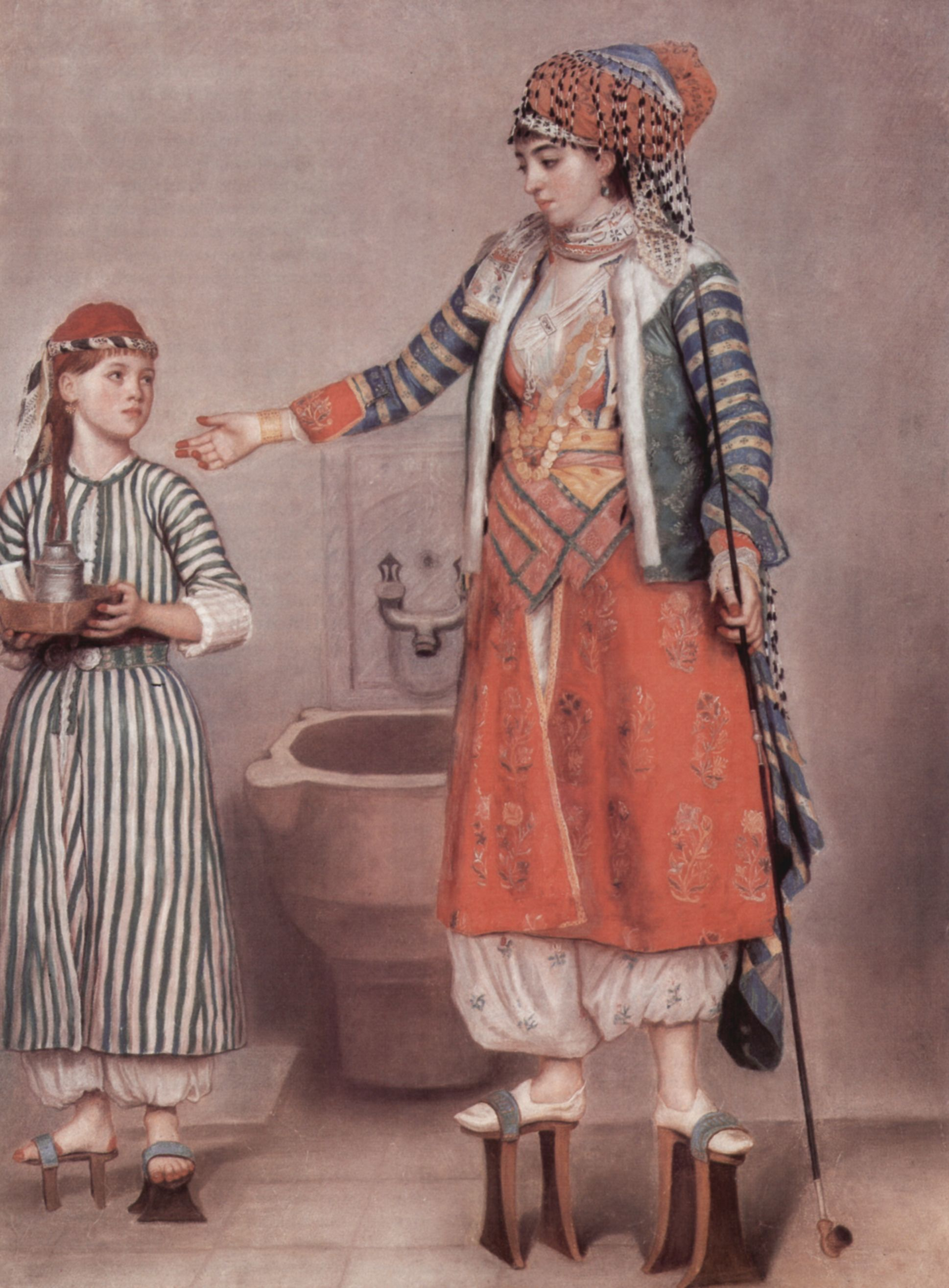
Das Bild Türkische Dame mit Dienerin (1742/1743) von Jean-Étienne Liotard zeigt türkische Nalins

Trippen sind Unterschuhe aus Holz, die unter den normalen Schuhen getragen wurden. Patten sind das Äquivalent aus Metall. Auch bei Pferden werden Holzscheiben als Trippen unter die Hufe geschnallt.

## Historisches
Im Mittelalter waren Absatzschuhe noch nicht bekannt. So dienten Trippen als hölzerne Unterschuhe, die von den damaligen Stadtbewohnern unter die empfindlichen wendegenähten (Schnabel-)Schuhe und andere Lederschuhe geschnallt wurden. Die Trippe stammt ebenso wie der Ausdruck trippeln von frühnhd. trippen „gehen, laufen“. Zweck des Tragens von Trippen war in erster Linie der Schutz vor Kälte und vor Abnutzung des Schuhwerks. Auch im Haus wurden Trippen manchmal getragen, um sich im Winter gegen Fußkälte etwa von den kalten Steinböden zu schützen.
Später ab dem 15. Jahrhundert und bis ins 19. Jahrhundert kamen zum Schutz von Lederschuhen vor Straßenschmutz auch eiserne Unterschuhe (Patten) in Gebrauch.
Alternativ wurden in manchen Gegenden als Schutz gegen Schmutz Clogs getragen. Trippen kamen außer Gebrauch durch die Konkurrenz von Galoschen und Gummistiefeln einerseits und dem Aufkommen befestigter Straßen und der Straßenreinigung andererseits.

## Schuhwerk mit ähnlichem Zweck

### Chopinen
Im 15. Jahrhundert kamen in Spanien, Italien und dort vor allem in der Damenmode von Venedig die kunstvoll gearbeiteten Chopinen auf. Sehr hohe Schuhe, die von Patrizierdamen ebenso getragen wurden wie von erfolgreichen Kurtisanen, hatten den Zweck dem Straßendreck zu entgehen, aber auch Status bzw. Erotik zu demonstrieren.

### Nalins
Die aus dem Osmanischen Reich bekannten Nalins sind optisch Trippen ähnlich, jedoch handelt es sich dabei um keine Unterschuhe. Sie wurden barfuß getragen, um in türkischen Bädern die Füße vor Wasser und der Hitze von mit Hypokausten beheizten Fußböden zu schützen. Anwendung fanden sie auch z. B. beim Putzen.

### Geta
Im alten Japan wurden ebenfalls Holzsandalen mit hohen Absätzen gebraucht, um den Straßendreck auf Abstand zu halten. Bei Geta handelt es sich allerdings nicht um Überschuhe wie bei den Trippen.

## Pferdetrippen
Als Trippe wird eine etwa esstellergroße und 5 cm dicke Holzscheibe bezeichnet, die Arbeitspferden unter die Hufe geschnallt wurde, um auf morastigen Untergründen, vorwiegend in Moorlandschaften, besseren Halt zu finden.